# Protoneura rojiza
El caballito del diablo (Protoneura rojiza), de la familia de los caballitos de alas angostas (Coenagrionidae) es una especie endémica de México, su distribución está restringida al sur occidente del país1,2. Fue descrita en 1992 por Enrique González-Soriano 1.

## Clasificación
El género Protoneura había sido clasificado dentro de la familia Protoneuridae, sin embargo, gracias a estudios moleculares recientes se descubrió que es parte de la familia de alas angostas (Coenagrionidae)3.

## Descripción
- Cabeza: negra con una banda transversal en el margen anterior del labrum, áreas blanquecinas en el labio, mandíbulas, anteclípeo y gena, superficie anterior de la frente color marrón rojizo.
- Tórax: negro con áreas claras en la sutura humeral, borde latero ventral del metepimerón y esternón.
- Patas: negras con áreas claras en las superficies internas.
- Alas: ligeramente ahumadas, venación negra.
- Abdomen: color rojo sangre con marcas oscuras en dorso de segmentos 1-2, marca basal y apical conectadas por una línea lateral en segmento 3, ápice de 4-7 negros, dorso del segmento 8, líneas laterales en 9-10.
- Dimensiones: abdomen≈ 40 mm, ala trasera≈ 21.6 mm1.

## Distribución
Especie endémica de México, se distribuye encuentra en Jalisco, Colima, Michoacán, Guerrero y Oaxaca1,2.

## Hábitat
Se encuentra en ríos y riachuelos con vegetación densa, generalmente es observado junto a la hembra en puntos sombreados y con poca corriente.

## Estado de conservación
No se considera dentro de ninguna categoría de riesgo.